# Geesthacht
Geesthacht è una città di 29.258 abitanti dello Schleswig-Holstein, in Germania.

Appartiene al circondario del ducato di Lauenburg.

## Storia
Nel 1937 la cosiddetta "legge sulla Grande Amburgo" decretò la cessione della città di Geesthacht dal Land di Amburgo alla Prussia.